# Holographic Universe
A Holographic Universe a harmadik nagylemeze a svéd, melodic death metal stílusú Scar Symmetry-nek, és az utolsó az addigi énekessel, Christian Älvestam-mel. Európában 2008. június 30-án, Észak-Amerikában pedig 2008. július 7-én adták ki. Szeptember 18-án jelent meg a Morphogenesis című számhoz készült videóklip.

## Számlista
Minden dal, illetve szöveg a Scar Symmetry által íródott.
1. Morphogenesis − 3:54
2. Timewave Zero − 5:13
3. Quantumleaper − 4:09
4. Artificial Sun Projection − 4:00
5. The Missing Coordinates − 4:37
6. Ghost Prototype I (Measurement of Thought) − 4:35
7. Fear Catalyst − 5:03
8. Trapezoid − 4:17
9. Prism and Gate − 3:46
10. Holographic Universe − 9:05
11. The Three-Dimensional Shadow − 3:57
12. Ghost Prototype II (Deus Ex Machina) − 6:03

## Készítők

### Együttes tagjai
- Christian Älvestam − ének
- Jonas Kjellgren − gitár, ritmusgitár
- Per Nilsson − gitár, ritmusgitár
- Kenneth Seil − basszusgitár
- Henrik Ohlsson − dob